# Orbinia cornidei
Orbinia cornidei är en ringmaskart som först beskrevs av Rioja 1934.  Orbinia cornidei ingår i släktet Orbinia och familjen Orbiniidae. Inga underarter finns listade i Catalogue of Life.